# 斯德哥爾摩慘案

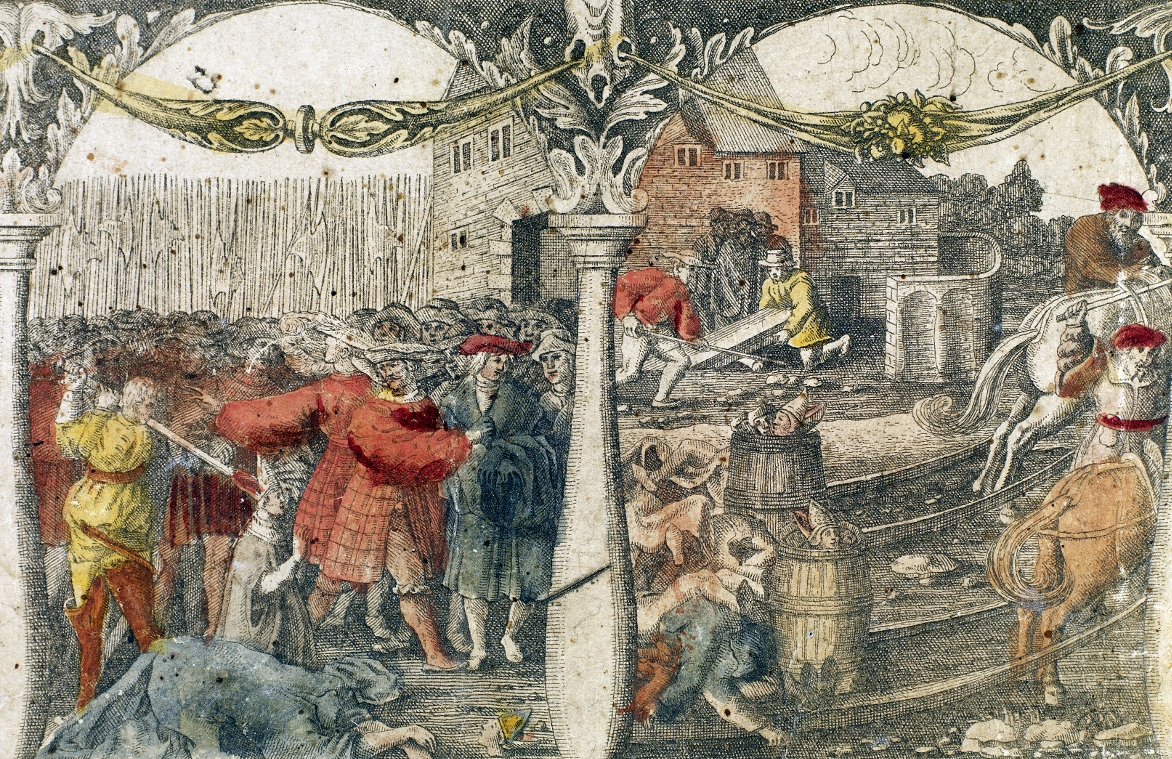
斯德哥爾摩慘案

斯德哥爾摩慘案、斯德哥爾摩血案或斯德哥爾摩大屠殺，於丹麥軍隊成功佔領瑞典斯德哥爾摩後，由丹麥國王克里斯蒂安二世下令執行。慘案於1520年11月7日至10日發生；雖然克里斯蒂安二世曾承諾大赦，但還是下令屠殺，在11月8日甚至處死了近百人（大部分是支持斯圖爾黨的貴族和神職人員），故瑞典歷史上稱他為「暴君克里斯蒂安」。

## 背景

### 瑞典政治角力
這宗慘案除了是起源於瑞典國內兩派政治勢力──支持聯合（支持由丹麥主導的卡爾馬聯合）者與反對聯合（支持瑞典獨立）者──的角力，也是反對聯合者與丹麥貴族（即克里斯蒂安國王）鬥爭的結果。反對聯合者以小斯滕·斯圖雷（Sten Sture den yngre）為首，支持聯合者則以烏普薩拉大主教古斯塔夫·特羅雷（Gustav Trolle）為首。

### 克里斯蒂安入侵
當時，瑞典選出小斯騰·斯圖爾為攝政，並把特羅雷視為通敵並圍困在其堡壘中。克里斯蒂安二世於是出兵救援特羅雷。但他被斯圖爾帶領的農民軍隊打敗於，只得退回丹麥。他於1518年再次出兵瑞典，但都被斯圖爾於擊退。1520年，克里斯蒂安率領大軍再次入侵，終於取得勝利。
1月19日，斯圖爾於戰役中負傷而死。丹麥軍隊遂長驅直進，直迫瑞典國會成員聚集的烏普薩拉。國會議員同意只要克里斯蒂安既往不咎，並保證依照瑞典法律和傳統來管治瑞典，他們便肯效忠於他。3月31日，克里斯蒂安和丹麥樞密院答應此項條件。
斯圖爾之遺孀克里斯蒂娜·吉倫斯提娜（Kristina Nilsdotter Gyllenstierna）女爵得到瑞典中部農民支持，仍然在斯德哥爾摩頑抗，並於3月19日在擊敗丹麥軍隊。然而，她在4月6日（耶穌受難日）的烏普薩拉戰役被打敗。
丹麥海軍於5月加入戰團，使斯德哥爾摩海陸兩路受襲。克里斯蒂娜雖再頑抗了4個多月，但最終於9月7日向丹麥投降，條件是她會得到赦免。11月1日，雖然瑞典法律規定選舉國王，但瑞典議員擁戴克里斯蒂安為瑞典世襲國王，並向他宣誓效忠。

## 大屠殺
11月4日，古斯塔夫·特羅雷於斯德哥爾摩大教堂膏立克里斯蒂安為王，克里斯蒂安按例宣誓只以土生的瑞典人管治瑞典。他於接着3天大排筵席。
11月7日黃昏，克里斯蒂安召開私人會議，於王宮邀請了很多瑞典領導人。11月8日薄暮間，拿着燈籠和火把的丹麥士兵闖入大堂，並押走了一些人。當晚，克里斯蒂安其餘的賓客也被囚禁起來。這些人之前都被特羅雷大主教列為國家公敵。
11月9日，以特羅雷大主教為首的組織，以異端的罪名判處被囚的人死刑。晚上12時正，反對聯合的斯卡拉主教和斯特蘭奈斯主教被押解至大廣場斬首。其後，14名貴族、3名市長、14名鎮議員和20多個斯德哥爾摩平民都被溺斃或斬首。
翌日，有更多人被處死，估計共有82人被殺。有說克里斯蒂安為了向斯騰·斯圖爾報復，起出了他和其幼子的屍體焚燒，其遺孀克里斯蒂娜和其他瑞典女貴族則被囚禁於丹麥。
克里斯蒂安向瑞典民眾公告，大屠殺行為是為了避免教廷禁罰，故是合理的。但他向教宗就殺害主教致歉時，只歸咎於其軍隊為了報復而擅自行動。

## 後續影響
埃里克·約翰松在斯德哥爾摩遇害後，他的兒子古斯塔夫·瓦薩逃往達拉納，尋求支持起義。當地人民得悉大屠殺的消息後，都擁立古斯塔夫·瓦薩。他領導的瑞典解放戰爭取得勝利，擊敗了丹麥的軍隊。克里斯蒂安發動斯德哥爾摩慘案，原意是在鞏固卡爾馬聯合，最終卻導致瑞典獨立。

## 相關小說
芬蘭作家1948年的歷史小說中，斯德哥爾摩慘案是一個重要情節。故事以當時身處斯德哥爾摩的年青芬蘭人的角度道出。

## 來源
- 本条目包含来自公有领域出版物的文本: Chisholm, Hugh (编).  (第11版). London: Cambridge University Press. 1911.

## 外部連結
- （英文）斯德哥爾摩慘案──1520年11月7日 （页面存档备份，存于）